# Rosental an der Kainach
Rosental an der Kainach é um município da Áustria, situado no distrito de Voitsberg, no estado da Estíria. Tem 6,54 km² de área e sua população em 2019 foi estimada em 1.684 habitantes.